# Malgrate (Villafranca in Lunigiana)
Malgrate è una frazione del comune italiano di Villafranca in Lunigiana, nella provincia di Massa-Carrara, in Toscana.

## Geografia fisica
Antico borgo medievale della Lunigiana, dominato da un antico castello dotato di una slanciata torre cilindrica alta circa 25 metri, è situato ai piedi dell'appennino Tosco-Emiliano a 250 m s.l.m.

## Storia
Il paese è stato fondato tra il secondo e il terzo decennio del XIV secolo, dalla famiglia del marchese Nicolò Malaspina. Nel 1351 venne costituito il feudo di Malgrate che comprendeva i borghi di Filetto, Orturano, Irola e Mocrone, che fu affidato al figlio Bernabò.

## Monumenti e luoghi d'interesse
- Chiesa di San Lorenzo, in località Gragnana[3]
- Castello di Malgrate[4]